# Pteredoa monosticta
Pteredoa monosticta är en fjärilsart som beskrevs av Butler 1898. Pteredoa monosticta ingår i släktet Pteredoa och familjen tofsspinnare. Inga underarter finns listade.